# Coupe du monde de BMX 2022
Navigation
2021 2023
La 20e édition de la Coupe du monde de BMX (racing) a lieu du 28 mai au 2 octobre 2022. Cette année, huit manches sont organisées dans trois villes étapes.

## Hommes élites

### Résultats
| #  | Lieu     | Date         | Vainqueur       | Deuxième        | Troisième      | Leader du classement général |
| -- | -------- | ------------ | --------------- | --------------- | -------------- | ---------------------------- |
| 1. | Glasgow  | 28 mai       | Diego Arboleda  | Sylvain André   | Kye Whyte      | Diego Arboleda               |
| 2. | Glasgow  | 29 mai       | Jérémy Rencurel | Sylvain André   | Izaac Kennedy  | Sylvain André                |
| 3. | Papendal | 11 juin      | Sylvain André   | Jérémy Rencurel | Izaac Kennedy  | Sylvain André                |
| 4. | Papendal | 12 juin      | Romain Mahieu   | Cameron Wood    | Carlos Ramírez | Sylvain André                |
| 5. | Bogota   | 24 septembre | Niek Kimmann    | Cameron Wood    | Sylvain André  | Sylvain André                |
| 6. | Bogota   | 25 septembre | Cameron Wood    | Joris Daudet    | Izaac Kennedy  | Sylvain André                |
| 7. | Bogota   | 1er octobre  | Joris Daudet    | Kye Whyte       | Alfredo Campo  | Sylvain André                |
| 8. | Bogota   | 2 octobre    | Joris Daudet    | Izaac Kennedy   | Cameron Wood   | Sylvain André                |

### Classement général
| Pos | Coureur         | Pays            | Total |
| --- | --------------- | --------------- | ----- |
| 1   | Sylvain André   | France          | 2537  |
| 2   | Cameron Wood    | États-Unis      | 2249  |
| 3   | Izaac Kennedy   | Australie       | 2117  |
| 4   | Kye Whyte       | Grande-Bretagne | 1873  |
| 5   | Jérémy Rencurel | France          | 1839  |
| 6   | Diego Arboleda  | Colombie        | 1704  |
| 7   | Joris Daudet    | France          | 1565  |
| 8   | Carlos Ramírez  | Colombie        | 1479  |
| 9   | Romain Mayet    | France          | 1099  |
| 10  | Cédric Butti    | Suisse          | 1075  |

## Hommes espoirs

### Résultats
| #  | Lieu     | Date         | Vainqueur       | Deuxième            | Troisième           | Leader du classement général |
| -- | -------- | ------------ | --------------- | ------------------- | ------------------- | ---------------------------- |
| 1. | Glasgow  | 28 mai       | Dylan Gobert    | Léo Garoyan         | Hugo Marszalek      | Dylan Gobert                 |
| 2. | Glasgow  | 29 mai       | Rico Bearman    | Léo Garoyan         | Tatyan Lui-Hin-Tsan | Léo Garoyan                  |
| 3. | Papendal | 11 juin      | Léo Garoyan     | Dylan Gobert        | Magnus Dyhre        | Léo Garoyan                  |
| 4. | Papendal | 12 juin      | Léo Garoyan     | Dylan Gobert        | Pierre Geisse       | Léo Garoyan                  |
| 5. | Bogota   | 24 septembre | Léo Garoyan     | Cristhian Castro    | Hugo Marszalek      | Léo Garoyan                  |
| 6. | Bogota   | 25 septembre | Mauricio Molina | Tatyan Lui-Hin-Tsan | Matéo Colsenet      | Léo Garoyan                  |
| 7. | Bogota   | 1er octobre  | Léo Garoyan     | Asuma Nakai         | Tatyan Lui-Hin-Tsan | Léo Garoyan                  |
| 8. | Bogota   | 2 octobre    | Rico Bearman    | Mauricio Molina     | Asuma Nakai         | Léo Garoyan                  |

### Classement général
| Pos | Coureur             | Pays             | Total |
| --- | ------------------- | ---------------- | ----- |
| 1   | Léo Garoyan         | France           | 1063  |
| 2   | Rico Bearman        | Nouvelle-Zélande | 834   |
| 3   | Tatyan Lui-Hin-Tsan | France           | 733   |
| 4   | Dylan Gobert        | France           | 701   |
| 5   | Hugo Marszalek      | France           | 555   |
| 6   | Mauricio Molina     | Chili            | 534   |
| 7   | Asuma Nakai         | Japon            | 444   |
| 8   | Cristhian Castro    | Équateur         | 399   |
| 9   | Magnus Dyhre        | Danemark         | 363   |
| 10  | Wannes Magdelijns   | Belgique         | 325   |

## Femmes élites

### Résultats
| #  | Lieu     | Date         | Vainqueur        | Deuxième         | Troisième        | Leader du classement général |
| -- | -------- | ------------ | ---------------- | ---------------- | ---------------- | ---------------------------- |
| 1. | Glasgow  | 28 mai       | Laura Smulders   | Zoé Claessens    | Judy Baauw       | Laura Smulders               |
| 2. | Glasgow  | 29 mai       | Laura Smulders   | Bethany Shriever | Saya Sakakibara  | Laura Smulders               |
| 3. | Papendal | 11 juin      | Zoé Claessens    | Laura Smulders   | Felicia Stancil  | Laura Smulders               |
| 4. | Papendal | 12 juin      | Zoé Claessens    | Laura Smulders   | Bethany Shriever | Laura Smulders               |
| 5. | Bogota   | 24 septembre | Bethany Shriever | Laura Smulders   | Alise Willoughby | Laura Smulders               |
| 6. | Bogota   | 25 septembre | Laura Smulders   | Alise Willoughby | Lauren Reynolds  | Laura Smulders               |
| 7. | Bogota   | 1er octobre  | Laura Smulders   | Alise Willoughby | Zoé Claessens    | Laura Smulders               |
| 8. | Bogota   | 2 octobre    | Mariana Pajón    | Merel Smulders   | Zoé Claessens    | Laura Smulders               |

### Classement général
| Pos | Coureuse         | Pays            | Total |
| --- | ---------------- | --------------- | ----- |
| 1   | Laura Smulders   | Pays-Bas        | 3608  |
| 2   | Zoé Claessens    | Suisse          | 2858  |
| 3   | Bethany Shriever | Grande-Bretagne | 2181  |
| 4   | Mariana Pajón    | Colombie        | 1640  |
| 5   | Manon Veenstra   | Pays-Bas        | 1588  |
| 6   | Lauren Reynolds  | Australie       | 1514  |
| 7   | Merel Smulders   | Pays-Bas        | 1485  |
| 8   | Camille Maire    | France          | 1424  |
| 9   | Felicia Stancil  | États-Unis      | 1297  |
| 10  | Judy Baauw       | Pays-Bas        | 1296  |

## Femmes espoirs

### Résultats
| #  | Lieu     | Date         | Vainqueur                 | Deuxième                  | Troisième                 | Leader du classement général |
| -- | -------- | ------------ | ------------------------- | ------------------------- | ------------------------- | ---------------------------- |
| 1. | Glasgow  | 28 mai       | Malene Kejlstrup Sørensen | Molly Simpson             | Thayla Burford            | Malene Kejlstrup Sørensen    |
| 2. | Glasgow  | 29 mai       | Thayla Burford            | Aiko Gommers              | Kanami Tanno              | Thayla Burford               |
| 3. | Papendal | 11 juin      | Thayla Burford            | Malene Kejlstrup Sørensen | Molly Simpson             | Thayla Burford               |
| 4. | Papendal | 12 juin      | Molly Simpson             | Thayla Burford            | Malene Kejlstrup Sørensen | Thayla Burford               |
| 5. | Bogota   | 24 septembre | Veronika Stūriška         | Mckenzie Gayheart         | Emily Hutt                | Thayla Burford               |
| 6. | Bogota   | 25 septembre | Veronika Stūriška         | Mckenzie Gayheart         | Aiko Gommers              | Thayla Burford               |
| 7. | Bogota   | 1er octobre  | Veronika Stūriška         | Leila Walker              | Mckenzie Gayheart         | Veronika Stūriška            |
| 8. | Bogota   | 2 octobre    | Leila Walker              | Veronika Stūriška         | Mckenzie Gayheart         | Veronika Stūriška            |

### Classement général
| Pos | Coureuse                  | Pays             | Total |
| --- | ------------------------- | ---------------- | ----- |
| 1   | Veronika Stūriška         | Lettonie         | 853   |
| 2   | Aiko Gommers              | Belgique         | 641   |
| 3   | Thayla Burford            | Suisse           | 594   |
| 4   | Kanami Tanno              | Japon            | 573   |
| 5   | Francesca Cingolani       | Argentine        | 534   |
| 6   | Mckenzie Gayheart         | États-Unis       | 528   |
| 7   | Malene Kejlstrup Sørensen | Danemark         | 486   |
| 8   | Molly Simpson             | Canada           | 483   |
| 9   | Leila Walker              | Nouvelle-Zélande | 429   |
| 10  | Emily Hutt                | Grande-Bretagne  | 415   |